# Harry Benson
Harry Benson (ur. 2 grudnia 1929 w Glasgow) – szkocki fotograf, znany z fotografowania The Beatles, Martina Luthera Kinga Jr. i działaczy na rzecz praw obywatelskich, Michaela Jacksona, Bobby’ego Fischera oraz Amy Winehouse.

## Kariera
Sportretował wszystkich amerykańskich prezydentów od Dwighta D. Eisenhowera do Baracka Obamy, rezygnację Richarda Nixona, pierwszą amerykańską trasę koncertową The Beatles, śmierć Roberta F. Kennedy’ego, bojowników IRA, powstanie i upadek muru berlińskiego. Publikował w LIFE, Vanity Fair, Time, Esquire i The New Yorker. Wyróżniony Lifetime Achievement Award w ramach Scottish Press Photography Awards (2006), honorowym członkostwem The Royal Photographic Society (2009) i tytułem komandora Orderu Imperium Brytyjskiego (2009). Poświęcono mu w 2016 film dokumentalny Harry Benson: Shoot First. Jego prace znajdują się w zbiorach Scottish National Portrait Gallery w Edynburgu i Smithsonian National Portrait Gallery w Waszyngtonie.